# Abaqa
Abaqa ou Abaka (mongol : ᠠᠪᠠᠭ᠎ᠠ
ᠬᠠᠭᠠᠨ, VPMC : Abaqa qaγan ; mongol cyrillique : Абаха хан, ISO-9 : Abakha khan ; avga : « oncle paternel »), né en 1234, mort en 1282, arrière-petit-fils de Gengis Khan, est le deuxième khan mongol (ilkhan) de Perse de 1265 à sa mort.

## Biographie
Abaqa est le fils d'Houlagou Khan, fils de Tolui, fils de Gengis Khan. En 1255-1258, Houlagou a conquis la Perse et l'Irak (Bagdad), renversant le califat abbasside en 1258. Le règne d'Abaqa a lieu alors que le Grand Khan des Mongols est Kubilai Khan (r. 1260-1294), son oncle, en même temps empereur de Chine, fondateur de la dynastie Yuan.
Avant le début de son règne, l'Ilkhanat de Perse subit les séquelles de la guerre de succession qui, après la mort de Möngke Khan en 1259, a opposé ses frères Kubilai et Ariq Boqa ; Houlagou Khan a dû combattre son parent le gengiskhanide Berké, khan de la Horde d'or, partisan d'Ariq Boqa. Abaqa doit garantir le nord de ses états contre les incursions de la Horde. Afin d'y parvenir, il poursuit la politique diplomatique de son père, à l'égard de l'Empire byzantin, afin d'opposer une force militaire importante à l'allié de la Horde d'Or, le Sultanat mamelouk d'Égypte. En 1265, apprenant le décès d'Houlagou Khan, l'empereur byzantin Michel VIII Paléologue propose sa fille Maria en mariage à Abaqa.
En 1271, il épouse Padishah Khatun de la dynastie mongole Qutlugh-Khanid (en).
Abaqa est bouddhiste, comme son père Houlagou[réf. nécessaire], mais la principale conjointe de celui-ci, Doqouz Khatoun, est issue de la tribu Kéraït, chrétienne nestorienne. Il privilégie les intérêts des bouddhistes et des chrétiens alors que la population de ses États est en majorité musulmane, les tentatives de conversions forcées entraînant de nombreux heurts[réf. nécessaire]. 
Sur le plan extérieur, cette orientation se traduit par l'envoi d'ambassades au Pape, à l'époque Grégoire X, et aux souverains européens, afin de mener une action commune contre les puissances musulmanes (en particulier les Mamelouks de Syrie et d'Égypte), mais ces initiatives sont autant d'échecs. Il correspond avec le pape Clement IV vers 1267-1268. 
Abaqa subit plusieurs défaites face aux Mamelouks du sultan Baybars et face à Mengü Temür de la Horde d'or. En 1268, bien qu'allié des Mamelouks, Mengu Temur parvient à l'emporter lors d'un conflit qui l'oppose à l'Ikhanat de Perse. En 1270 Nogaï menace d'invasion depuis la Transoxiane, cependant la guerre est évitée lorsqu'Abaqa accepte de marier sa fille avec Turi, le fils de Nogaï. Ce faisant, il peut concentrer ses forces dans le conflit qui l'oppose au Khanat de Djaghataï et mène, en 1273, à la mise à sac de Boukhara. Dans ses tentatives successives de conquête de la Syrie et de l'Égypte il est défait près d'Elbistan en 1277 et en Syrie en 1281[réf. nécessaire]. 
Son frère Ahmad Teküder lui succède.

## Famille et descendance
Abaqa a eu seize épouses et enfants, dont plusieurs étaient :
Hérité de Hulagu (veuve de celui-ci) :
1. Öljei Khatun, mère de Möngke Temür
2. Tuqtani (ou Toqiyatai) (décédé le 20 février 1292) - ancienne concubine, élevée pour être une khatun, reçut le campement de Dokuz Khatun

Épouses principales :
1. Dorji Khatun
2. Nukdan Khatun — de la tribu Tatar ; a remplacé Dorji après sa mort
3. Eltuzmish Khatun — fille de Qutlugh Timur Guregen de Khonggirad, sœur de Taraghai Guregen ; a remplacé Nukdan après sa mort
4. Padishah Khatun — fille de Qutb-ud-din Mohammad, dirigeant de Kirman et Kutlugh Turkan ; reçut le campement de Yesunchin Khatun (décédé en janvier/février 1272)
5. Mertei Khatun - sœur de Taghai Timur (renommé Musa) de Khongirad (fils de Shigu Guregen, fils d'Alchi Noyan ; et Tümelün Bekhi, fille de Gengis Khan et Borte)
  - Arghun
  - Gaykhatu
  - Buchin Khatun
6. Todai Khatun - une dame de Khongirad, qui épousa ensuite Tekuder et après lui Arghun
  - Yul Qutlugh Khatun - marié d'abord à Eljidei Qushchi, marié ensuite à l'émir Elbasmish
  - Taghai Khatun — marié d'abord à Ahmad, frère de Qunchuqbal, marié ensuite à Doladi Idachi ;
7. Maria - fille de Michel VIII Paléologue
  - Theodora Ara Qutlugh (grec byzantin : Ἀραχαντλούν)
8. Buluqhan Khatun (décédée le 20 avril 1286) - une dame de la maison des Bayaut
  - Malika Khatun - mariée à Toghan, fils de Nogai Yarghuchi de Bayaut

Concubines :
1. Boulughachin Aghachi
2. Qaitmish Egachi - une dame de la tribu Öngüd
3. Égachi bleu
  - Oljath Khatun - marié d'abord à Vakhtang II de Géorgie, marié ensuite à David VIII de Géorgie
  - El Qutlugh Khatun - marié à Ghurbatai Guregen de la maison de Hushin
4. Shirin Egachi
5. Altaï Egachi
6. Kawkabi Egachi
  - Toghanchuq Khatun (mort en 1291) - marié à Nawruz, fils d'Arghun Aqa